# Razor Blade (automobile)
Chronologie des modèles ([[]] - [[]])
La Razor Blade (Lame de rasoir) est une automobile construite en 1923 par Aston Martin pour battre le record de vitesse pour voiturettes établi par AC Cars à 163,17 km/h. Bien qu'elle n'y soit pas parvenue, elle obtiendra des résultats en course et lors d'autres tentatives de records dans les années 1920.
Le numéro d'août 1923 du magazine The Light Car & Cyclecar publie : « La nouvelle voiture de course d'Aston Martin … représente une très grande avancée dans le domaine des petites voitures à hautes performances. »

## Historique
La voiture est constituée de pièces standard d'Aston Martin, montées sur un châssis étroit fabriqué spécialement pour elle, et muni de suspensions à ressorts elliptiques à l'arrière. Le moteur a été développé par la marque pour le Grand Prix automobile de France 1922. Il est basé sur la moitié d'un 8 cylindres en ligne Ballot de 3 litres de cylindrée, lui donnant une configuration à 4 cylindres en ligne, avec double arbre à cames en tête, 16 soupapes et 1,5 L de cylindrée, produisant une puissance de 55 bhp (41 kW) à 4 200 tr/min.
La carrosserie a été construite par la de Havilland Aircraft Company, et ne mesure que 47 cm à son point le plus large, ce qui lui donne la réputation d'être la voiture de course la plus étroite jamais produite. À l'origine, la carrosserie devait être fermée, mais Lionel Martin fut incapable de trouver un pilote suffisamment petit pour s'y installer.[réf. nécessaire] Ayant reçu à l'origine le nom de code d’Oyster (huître), la voiture sera rapidement appelée Razor Blade, c'est-à-dire Lame de rasoir.
La voiture est confiée au pilote S. C. H. Davis pour la tentative de record de vitesse de l'heure pour voiturettes. La voiture tourna avec régularité à une moyenne de 166/167 km/h sur le Circuit de Brooklands, mais une roue déjanta. Un nouveau pneu fut monté, mais la même roue déjanta à nouveau plusieurs fois, à des vitesses supérieures à 160 km/h, et la tentative de record fut abandonnée.
La voiture a participé à des courses jusque dans les années 1950, avant d'être vendue au Harrah Motor Museum, aux USA, qui deviendra ensuite le National Automobile Museum. Elle est revenue au Royaume-Uni dans les années 1980. Restaurée, elle participe depuis à des courses de véhicules historiques.

## Photos

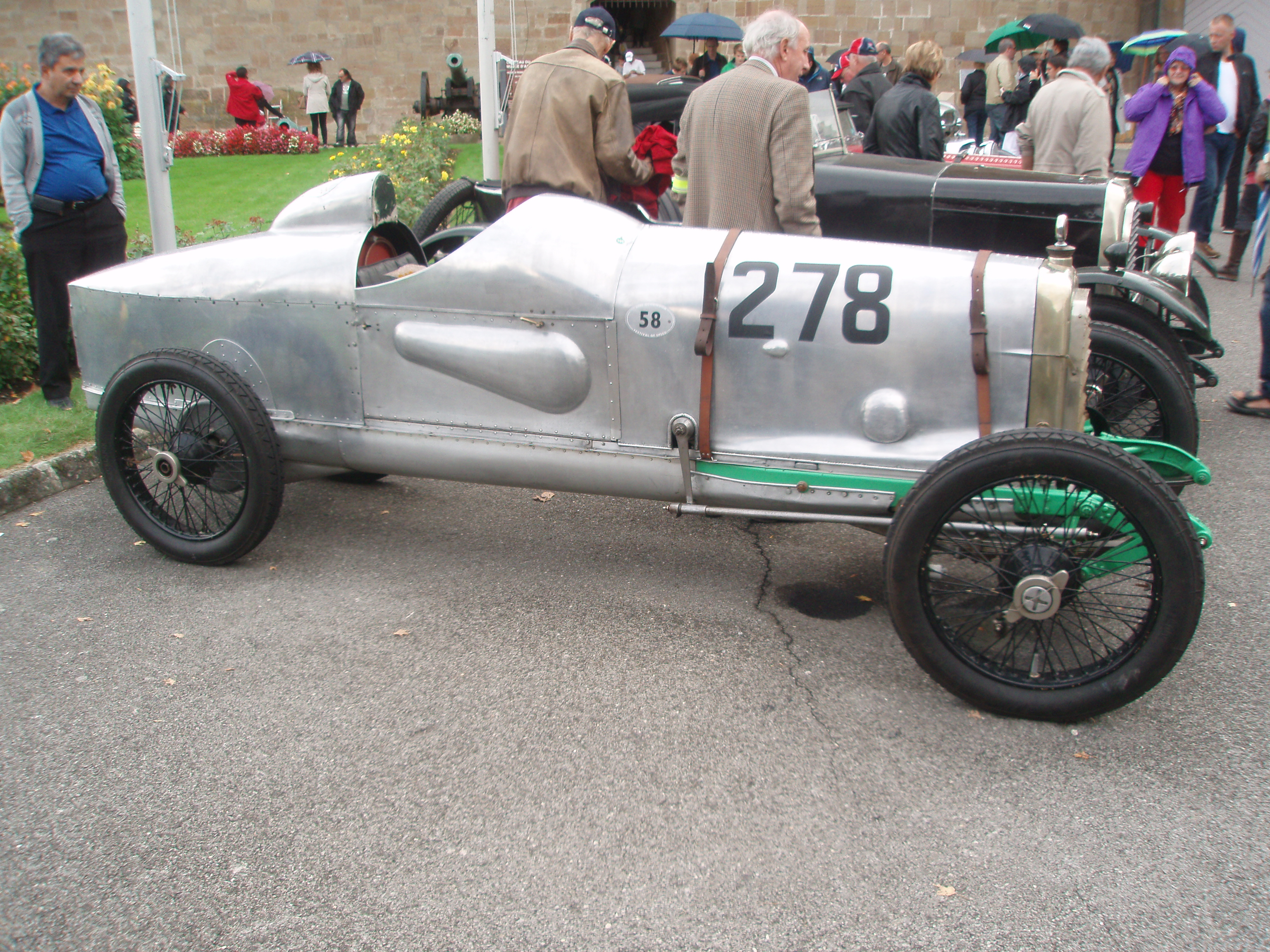
Vue latérale droite
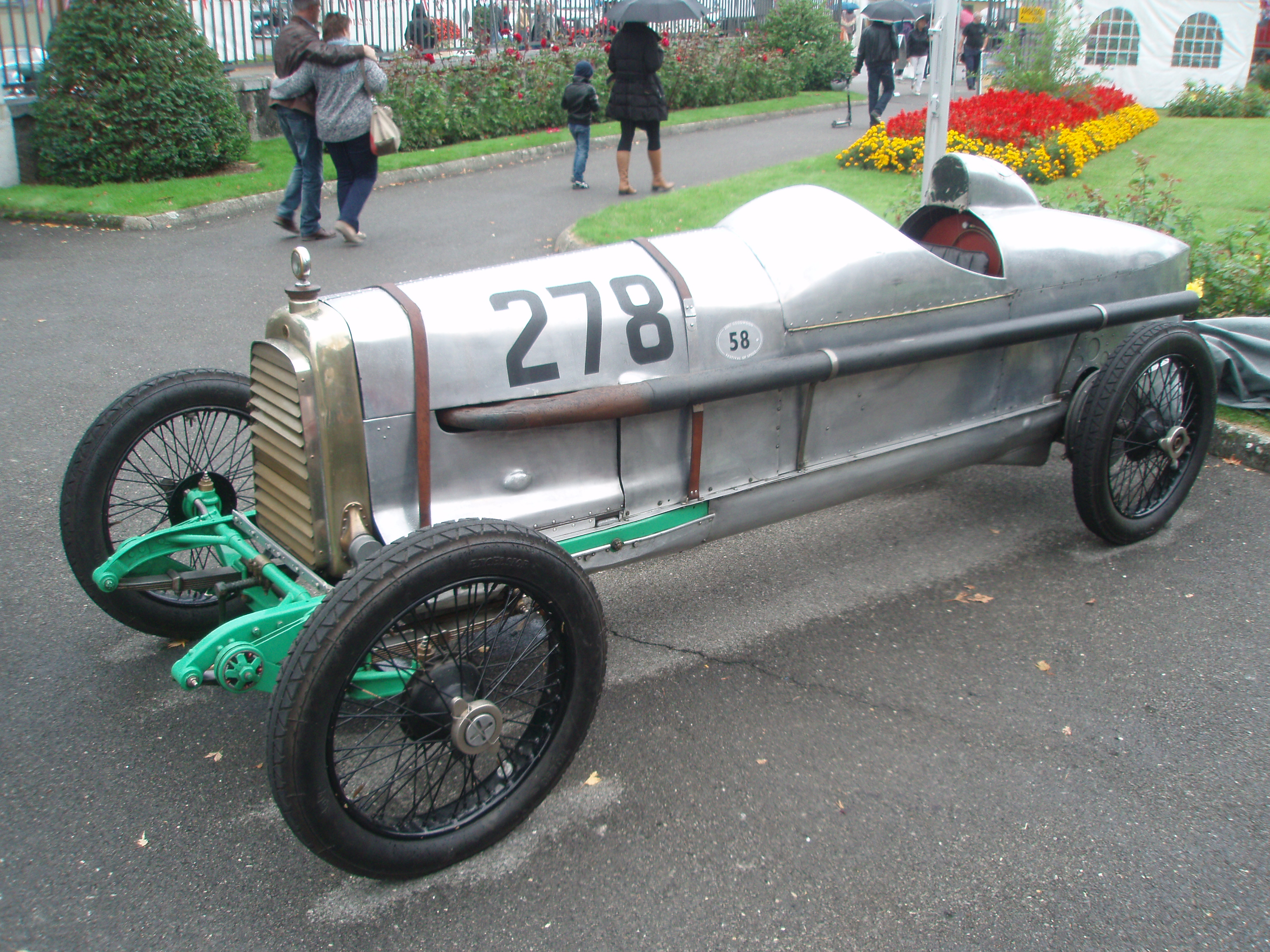
Vue latérale gauche
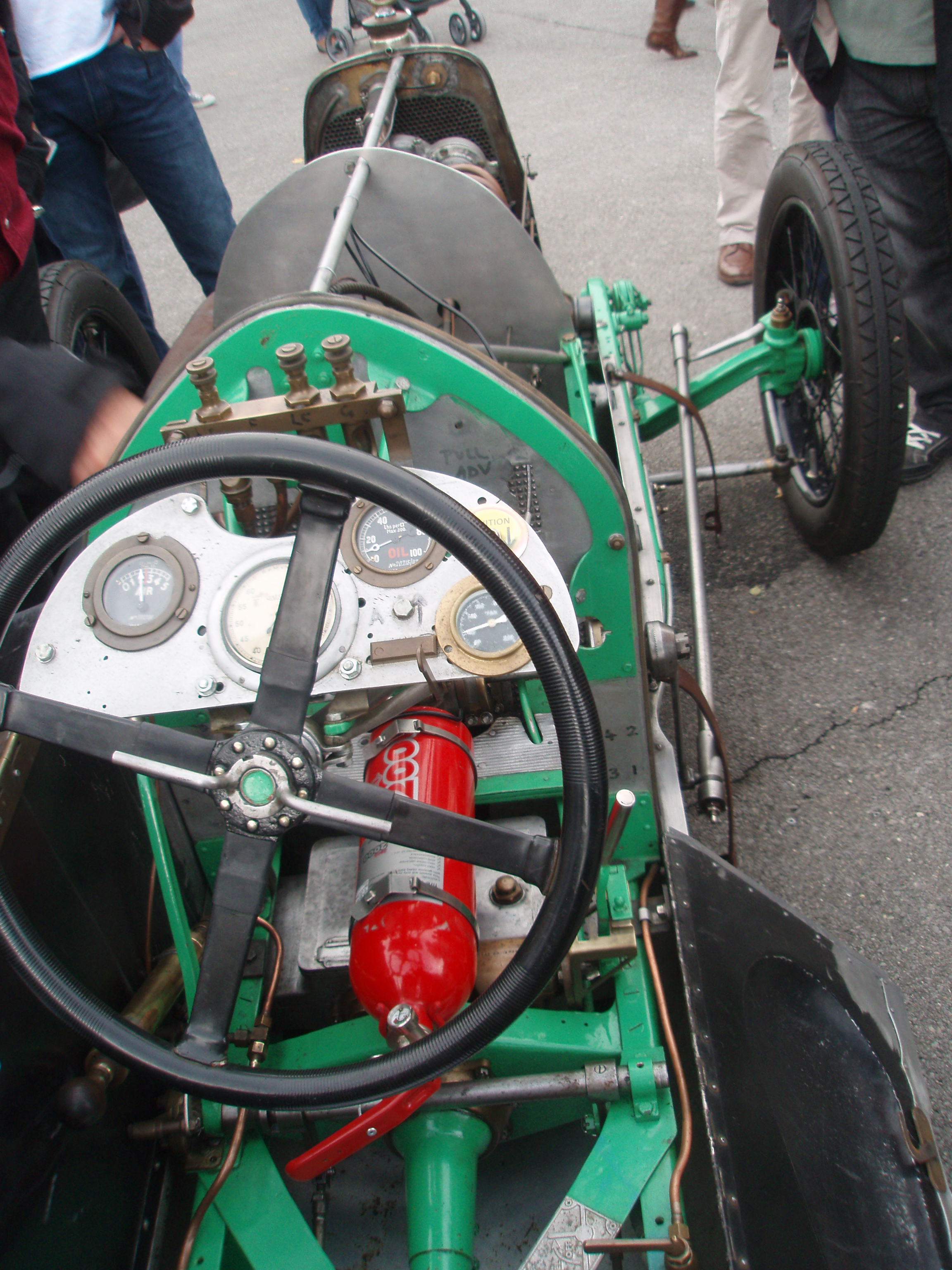
Cockpit (capot ouvert)
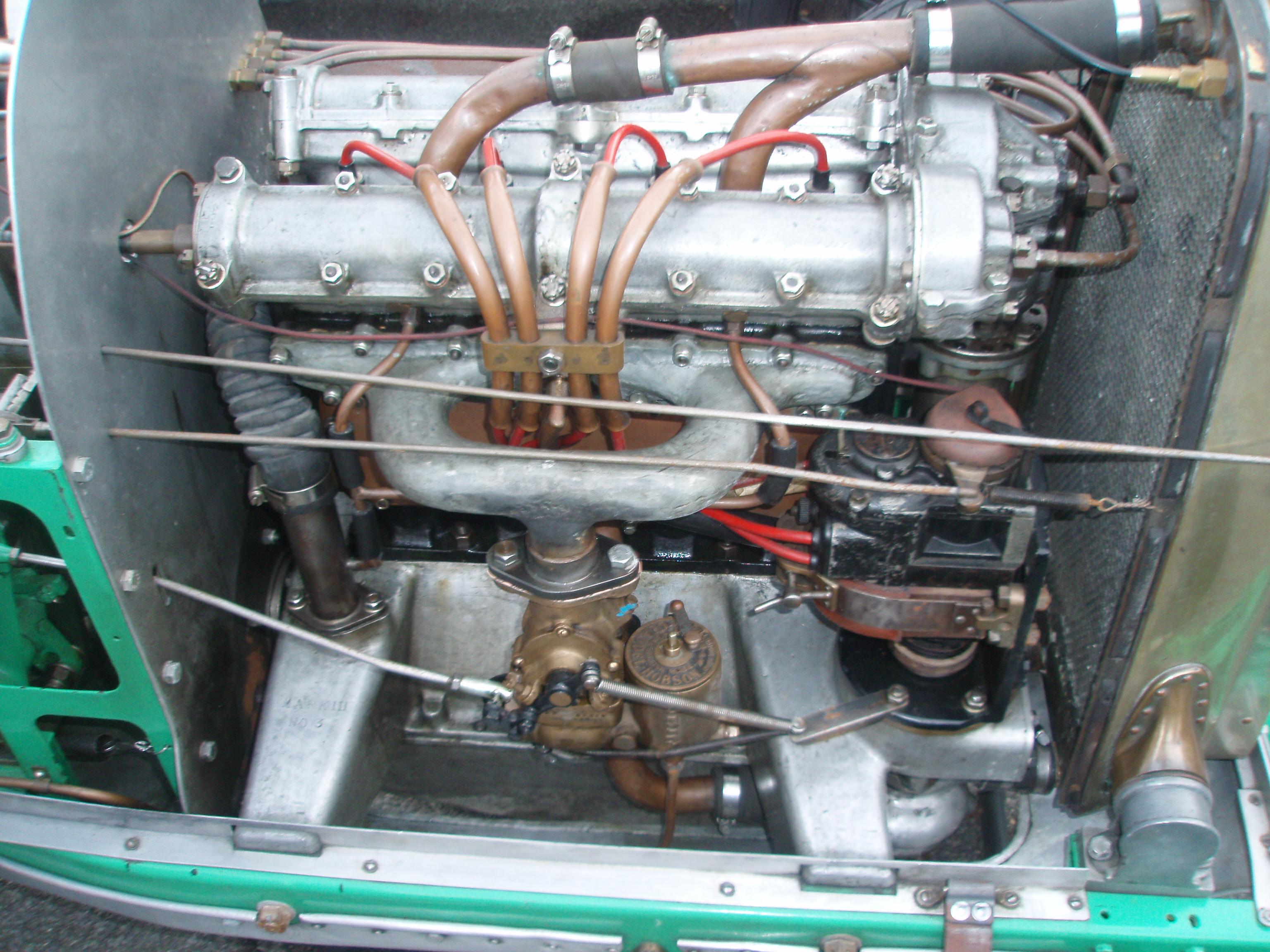
Moteur
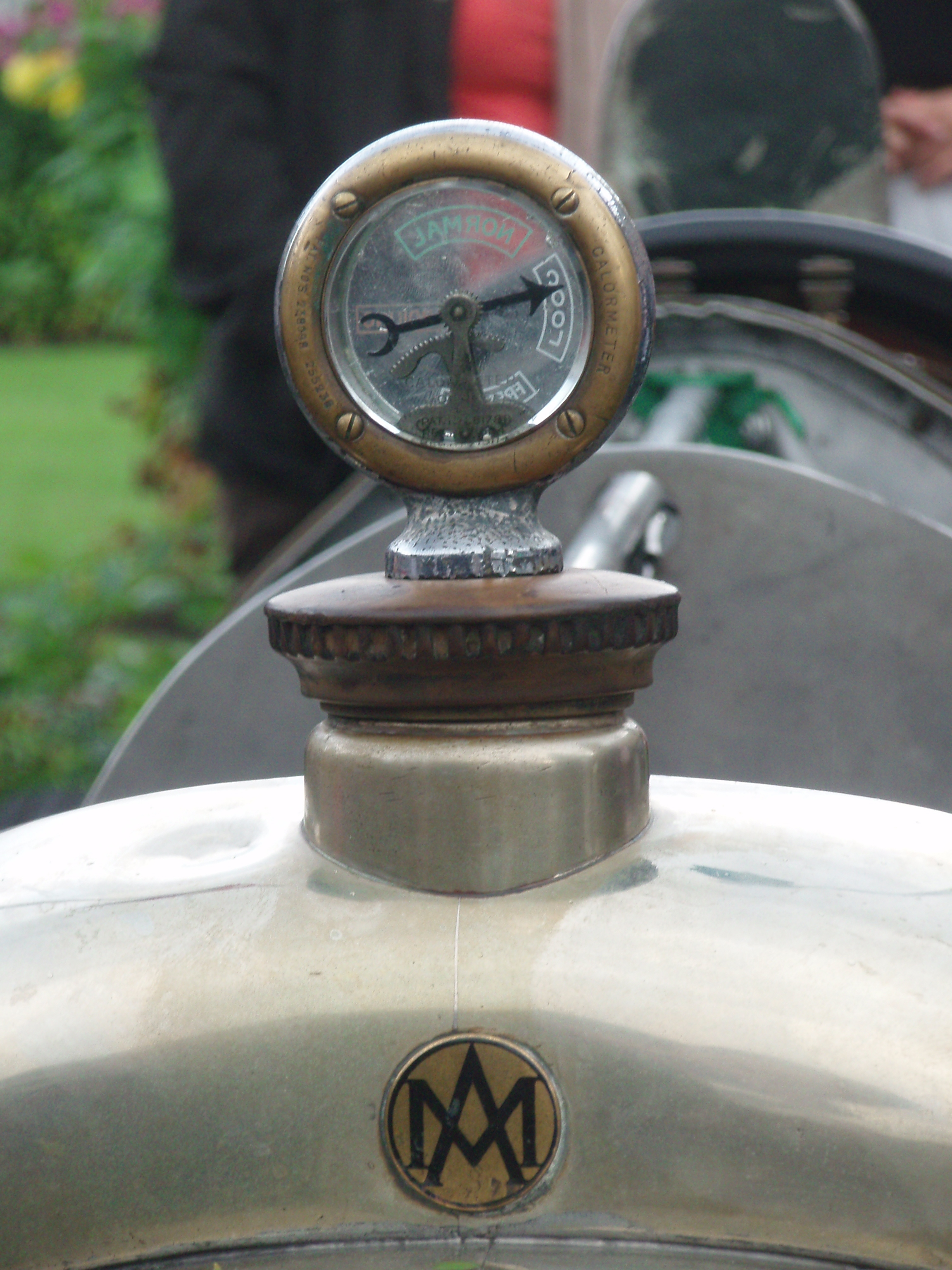
Bouchon de radiateur avec thermomètre
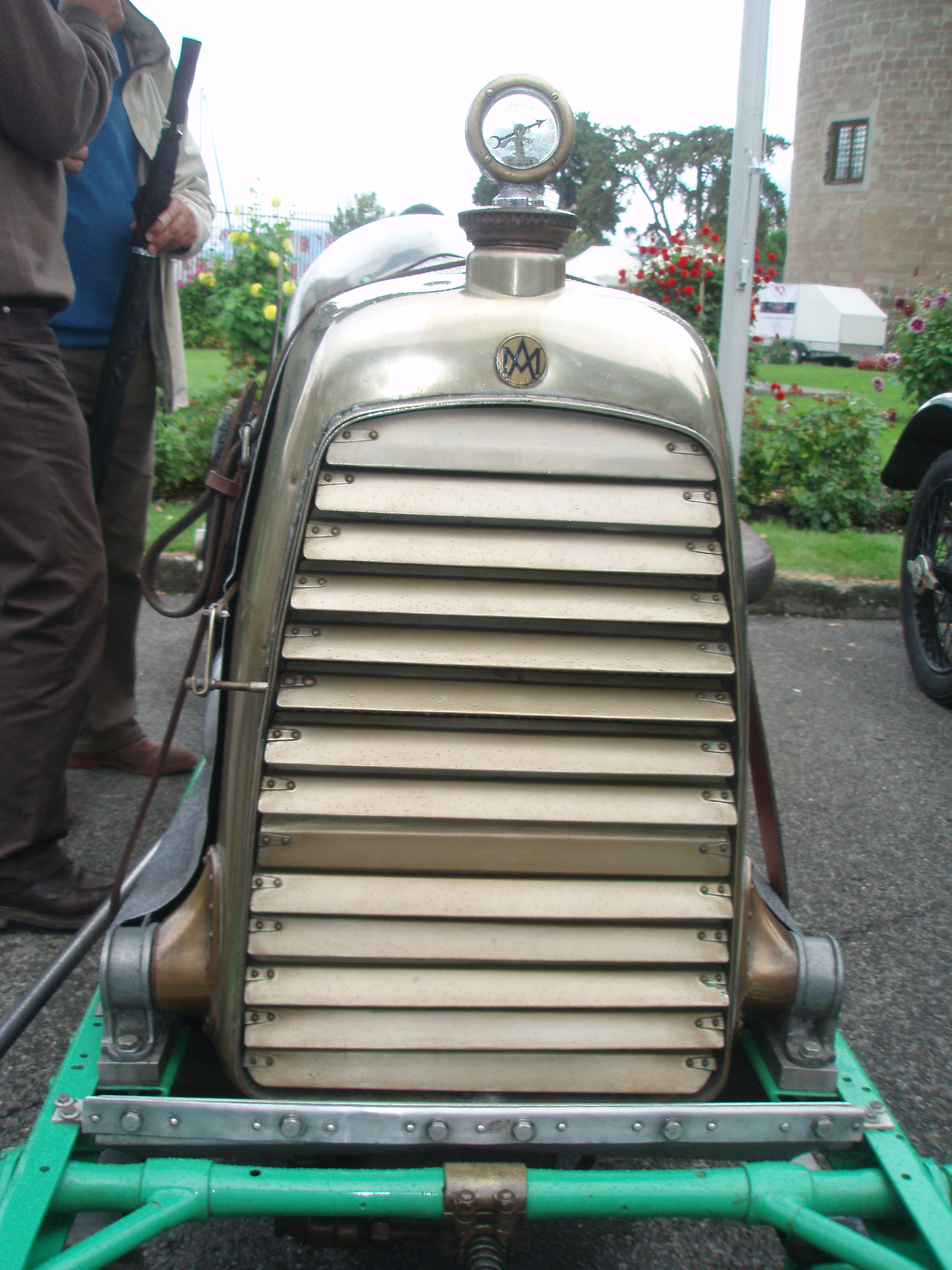
Radiateur
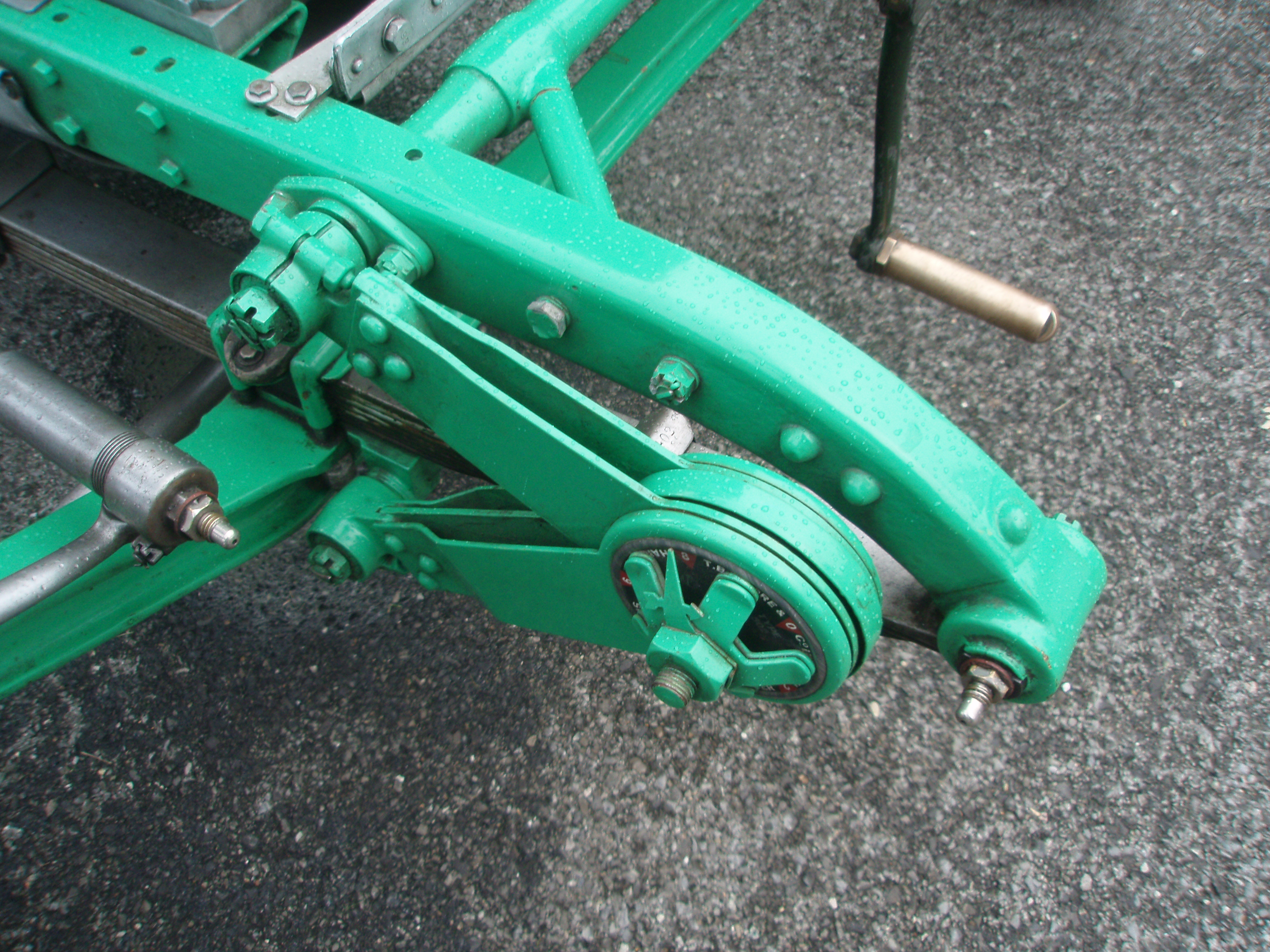
Amortisseurs à friction à l'avant

## Palmarès de 1923 à 1935
| Année | Course                                                                           | Résultat             |
| ----- | -------------------------------------------------------------------------------- | -------------------- |
| 1923  | B.A.R.C. Meeting d'août, Brooklands (Frank Halford)                              | 1er, 5e sur handicap |
|       | Essai de vitesse Southsea (George Eyston)                                        | 2e de la classe      |
|       | Tentative de record, Brooklands (Halford)                                        | S.S. km. 107 km/h    |
|       | Tentative de record, Brooklands (Moir)                                           | S.S. mile 119 km/h   |
| 1924  | M.A.C. Shelsley Walsh (E.R. Hall)                                                | 3e de la classe      |
|       | Hants A.C. Hill Climb Spread Eagle (Cook), épreuves ouvertes, 1 600 cm3 et moins | 2e sur la formule    |
|       | Hants A.C. Hill Climb Spread Eagle (Cook), épreuves ouvertes, 3 600 cm3 et moins | 2e sur la formule    |
| 1925  | Essex M.C. 100 miles, Brooklands (Douglas)                                       | 2e sur handicap      |
|       | B.A.R.C. Whitsun Meeting Brooklands (Douglas)                                    | 1er au général       |
|       | B.A.R.C. August Meeting Brooklands (Douglas)                                     | 2e au général        |
| 1932  | Essai de vitesse Brighton (Milner)                                               |                      |
| 1933  | Essai de vitesse Brighton (Wilmot)                                               |                      |
| 1935  | Essai de vitesse V.S.C.C. Howard Park (Wintour)                                  |                      |
|       | Essai de vitesse B.O.C. Lewes (Wintour)                                          | Prix du novice       |